# Planetella orientalis
Planetella orientalis är en tvåvingeart som först beskrevs av Rao 1956.  Planetella orientalis ingår i släktet Planetella och familjen gallmyggor. Inga underarter finns listade i Catalogue of Life.